# Bengt Samuelsson
Pour les articles homonymes, voir Samuelsson.
Bengt Ingemar Samuelsson, né le 21 mai 1934 à Halmstad et mort le 5 juillet 2024 à Stockholm,, est un biochimiste suédois. 
Il a reçu les prix Lasker en 1977 et prix Nobel de physiologie ou médecine en 1982 qu'il partage tous les deux avec Sune Bergström et John Vane.